# Чемпіонат світу з боротьби 2006
Чемпіонат світу з боротьби 2006 проходив від 25 вересня до 1 жовтня в місті Гуанчжоу, Китай.

## Загальний медальний залік
| Місце   | Країна         | Золото | Срібло | Бронза | Загалом |
| ------- | -------------- | ------ | ------ | ------ | ------- |
| 1       | Японія         | 5      | 1      | 2      |         |
| 2       | Росія          | 3      | 2      | 6      | 11      |
| 3       | КНР            | 2      | 3      | 0      | 5       |
| 4       | США            | 2      | 1      | 6      | 9       |
| 5       | Іран           | 2      | 1      | 3      | 6       |
| 6       | Україна        | 2      | 0      | 2      | 4       |
| 7       | Болгарія       | 2      | 0      | 1      | 3       |
| 8       | Узбекистан     | 1      | 0      | 2      | 3       |
| 9       | Єгипет         | 1      | 0      | 0      | 1       |
| 9       | Естонія        | 1      | 0      | 0      | 1       |
| 11      | Грузія         | 0      | 4      | 2      | 6       |
| 12      | Канада         | 0      | 2      | 0      | 2       |
| 13      | Білорусь       | 0      | 1      | 2      | 3       |
| 13      | Куба           | 0      | 1      | 2      | 3       |
| 13      | Туреччина      | 0      | 1      | 2      | 3       |
| 16      | Азербайджан    | 0      | 1      | 1      | 2       |
| 17      | Чехія          | 0      | 1      | 0      | 1       |
| 17      | Фінляндія      | 0      | 1      | 0      | 1       |
| 17      | Киргизстан     | 0      | 1      | 0      | 1       |
| 20      | Польща         | 0      | 0      | 2      | 2       |
| 20      | Швеція         | 0      | 0      | 2      | 2       |
| 22      | Вірменія       | 0      | 0      | 1      | 1       |
| 22      | Данія          | 0      | 0      | 1      | 1       |
| 22      | Німеччина      | 0      | 0      | 1      | 1       |
| 22      | Індія          | 0      | 0      | 1      | 1       |
| 22      | Італія         | 0      | 0      | 1      | 1       |
| 22      | Південна Корея | 0      | 0      | 1      | 1       |
| 22      | Іспанія        | 0      | 0      | 1      | 1       |
| Загалом | Загалом        | 21     | 21     | 42     | 84      |

### Рейтинг команд
| Rank | Вільна боротьба. Чоловіки | Вільна боротьба. Чоловіки | Греко-римська боротьба. Чоловіки | Греко-римська боротьба. Чоловіки | Вільна боротьба. Жінки | Вільна боротьба. Жінки |
| Rank | Команда                   | Очки                      | Команда                          | Очки                             | Команда                | Очки                   |
| ---- | ------------------------- | ------------------------- | -------------------------------- | -------------------------------- | ---------------------- | ---------------------- |
| 1    | Росія                     | 51                        | Італія                           | 39                               | Японія                 | 67                     |
| 2    | Іран                      | 44                        | Росія                            | 34                               | КНР                    | 41                     |
| 3    | США                       | 35                        | США                              | 34                               | Канада                 | 30                     |
| 4    | Україна                   | 33                        | Грузія                           | 29                               | Росія                  | 28                     |
| 5    | Узбекистан                | 32                        | Іран                             | 27                               | Білорусь               | 24                     |
| 6    | Грузія                    | 32                        | Україна                          | 26                               | Німеччина              | 23                     |
| 7    | Білорусь                  | 23                        | Болгарія                         | 18                               | США                    | 22                     |
| 8    | Болгарія                  | 22                        | Угорщина                         | 16                               | Україна                | 22                     |
| 9    | Куба                      | 18                        | Фінляндія                        | 15                               | Польща                 | 19                     |
| 10   | Азербайджан               | 16                        | Білорусь                         | 15                               | Швеція                 | 19                     |

## Медалісти

### Вільна боротьба. Чоловіки
| Категорія | Золото                    | Срібло                          | Бронза                      |
| 55 кг     | Радослав Веліков Болгарія | Бесік Кудухов Росія             | Намік Абдуллаєв Азербайджан |
| 55 кг     | Радослав Веліков Болгарія | Бесік Кудухов Росія             | Семюел Генсон США           |
| 60 кг     | Морад Могаммаді Іран      | Майк Задік США                  | Норіюкі Такацука Японія     |
| 60 кг     | Морад Могаммаді Іран      | Майк Задік США                  | Мавлет Батиров Росія        |
| 66 кг     | Білл Задік США            | Отар Тушишвілі Грузія           | Геандрі Гарсон Куба         |
| 66 кг     | Білл Задік США            | Отар Тушишвілі Грузія           | Андрій Стадник Україна      |
| 74 кг     | Ібрагім Алдатов Україна   | Алі Асгар Базрі Іран            | Сослан Тігієв Узбекистан    |
| 74 кг     | Ібрагім Алдатов Україна   | Алі Асгар Базрі Іран            | Донні Прітцлафф США         |
| 84 кг     | Сажид Сажидов Росія       | Реваз Міндорашвілі Грузія       | Реза Яздані Іран            |
| 84 кг     | Сажид Сажидов Росія       | Реваз Міндорашвілі Грузія       | Заурбек Сохієв Узбекистан   |
| 96 кг     | Хаджимурат Гацалов Росія  | Георгій Гогшелідзе Грузія       | Мічель Батіста Куба         |
| 96 кг     | Хаджимурат Гацалов Росія  | Георгій Гогшелідзе Грузія       | Руслан Шейхов Білорусь      |
| 120 кг    | Артур Таймазов Узбекистан | Курамагомед Курамагомедов Росія | Фардін Масумі Іран          |
| 120 кг    | Артур Таймазов Узбекистан | Курамагомед Курамагомедов Росія | Руслан Басієв Вірменія      |

### Греко-римська боротьба. Чоловіки
| Категорія | Золото                     | Срібло                         | Бронза                       |
| 55 кг     | Гамід Сурян Іран           | Ровшан Байрамов Азербайджан    | Ліндсей Дурлакер США         |
| 55 кг     | Гамід Сурян Іран           | Ровшан Байрамов Азербайджан    | Пак Ин Чхол Республіка Корея |
| 60 кг     | Джо Воррен США             | Давид Бедінадзе Грузія         | Бюньямін Емік Туреччина      |
| 60 кг     | Джо Воррен США             | Давид Бедінадзе Грузія         | В'ячеслав Джасте Росія       |
| 66 кг     | Лі Янян Китай              | Канатбек Бегалієв Киргизстан   | Сергій Коваленко Росія       |
| 66 кг     | Лі Янян Китай              | Канатбек Бегалієв Киргизстан   | Джастін Лестер США           |
| 74 кг     | Володимир Шацьких Україна  | Марко Їлі-Ханнуксела Фінляндія | Манучар Квірквелія Грузія    |
| 74 кг     | Володимир Шацьких Україна  | Марко Їлі-Ханнуксела Фінляндія | Марк Мадсен Данія            |
| 84 кг     | Могамед Абдельфатах Єгипет | Назмі Авлуджа Туреччина        | Олексій Мішин Росія          |
| 84 кг     | Могамед Абдельфатах Єгипет | Назмі Авлуджа Туреччина        | Саман Тахмасебі Іран         |
| 96 кг     | Гейкі Набі Естонія         | Марек Швець Чехія              | Хамза Єрлікая Туреччина      |
| 96 кг     | Гейкі Набі Естонія         | Марек Швець Чехія              | Калоян Дінчев Болгарія       |
| 120 кг    | Хасан Бароєв Росія         | Міхайн Лопес Куба              | Сергій Артюхін Білорусь      |
| 120 кг    | Хасан Бароєв Росія         | Міхайн Лопес Куба              | Ісмаїл Гюзель Туреччина      |

### Вільна боротьба. Жінки
| Категорія | Золото                  | Срібло                  | Бронза                        |
| 48 кг     | Ітьо Тіхару Японія      | Рен Сюечен Китай        | Івона Матковська Польща       |
| 48 кг     | Ітьо Тіхару Японія      | Рен Сюечен Китай        | Франсін де Паола Італія       |
| 51 кг     | Обара Хітомі Японія     | Ліндсей Белісл Канада   | Патрісія Міранда США          |
| 51 кг     | Обара Хітомі Японія     | Ліндсей Белісл Канада   | Альона Адашинська Росія       |
| 55 кг     | Йосіда Саорі Японія     | Марія Єгорова Білорусь  | Мінерва Монтеро Перез Іспанія |
| 55 кг     | Йосіда Саорі Японія     | Марія Єгорова Білорусь  | Іда-Тереза Нерелл Швеція      |
| 59 кг     | Сьода Аяко Японія       | Су Ліхуї Китай          | Алка Томар Індія              |
| 59 кг     | Сьода Аяко Японія       | Су Ліхуї Китай          | Наталя Синишин Україна        |
| 63 кг     | Ітьо Каорі Японія       | Сюй Хайянь Китай        | Моніка Михалик Польща         |
| 63 кг     | Ітьо Каорі Японія       | Сюй Хайянь Китай        | Гелена Алланді Швеція         |
| 67 кг     | Цзін Жуйсюе Китай       | Мартіна Дюгреньє Канада | Марія Мюллер Німеччина        |
| 67 кг     | Цзін Жуйсюе Китай       | Мартіна Дюгреньє Канада | Ері Сакамото Японія           |
| 72 кг     | Станка Златева Болгарія | Хамаґуті Кьоко Японія   | Олена Перепьолкіна Росія      |
| 72 кг     | Станка Златева Болгарія | Хамаґуті Кьоко Японія   | Крісті Марано США             |